# Староуткинск
Староу́ткинск — посёлок городского типа в Шалинском районе Свердловской области России, административный центр муниципального округа Староуткинск. Входит в Западный управленческий округ.

## География
Староуткинск расположен в юго-западной части области, в восточной части района, на западном склоне Уральских гор, по обоим берегам реки Чусовой, в устьях её притоков — рек Утки и Дарьи, на северном берегу Староуткинского пруда, в 89 километрах (по автодорогам в 103 километрах) к западу-северу-западу от города Екатеринбурга, областного центра. 

## История
В 1670—1675 годах по берегам Чусовой около устьев рек Дарьи и Утки (на территории современного Староуткинска) стали селиться староверы, занимавшиеся земледелием, охотой и рыболовством.
С 1 октября 2017 года согласно областному закону N 35-ОЗ статус изменён с рабочего посёлка на посёлок городского типа.

### Староуткинский завод
В 1729 году был построен Уткинский железоделательный завод. Акинфий Демидов переселил жителей с Невьянского и Верхнетагильского заводов. Первая плавка состоялась 1 сентября 1729 года. Чугун для ковки железа поставлялся зимой гужевым транспортом с Верхнетагильского завода, а в 1734 году была запущена домна, и завод становится «Уткинским железоделательным и чугуноплавильным заводом». Завод имел 2 домны и 6 молотов, выплавлял чугун и производил кричное, полосовое, четверогранное, восьмигранное и связкое железо.
В феврале 1774 года из-за Пугачевского восстания производство на заводе было остановлено, но после подавления восстания завод возобновил работу 14 марта 1774 года. В 1890 году завод перешёл графу С. А. Строганову, который вместо двух старых домен построил новую доменную печь большей мощности, в 1907 году в связи с отсутствием заказов закрыл железоделательное производство, оставив только выплавку чугуна.
В 1922 году завод вновь был запущен, а посёлок Старая Утка в июне 1933 года стал посёлком Староуткинск.
В годы Великой Отечественный войны, в марте 1942 года после двух лет реконструкции была запущена доменная печь, налажено производство чугуна для переработки в броневую сталь. В 1945 году внедрена технология получения минеральной ваты из доменных шлаков.
На якоре металлической затяжки в кладке старого доменного цеха обозначена дата 1855 год. Более поздние части, тоже сложенные из массивного кирпича, скорее всего, относятся ко второй половине XIX в. Некоторые здания завода сохранились по настоящее время. Кроме того, до наших дней дошла старинная лиственничная конструкция плотины со шлюзом и деревянным водосточным ларем. Из заводского оборудования сохранилась домна, два воздухонагревателя и часть аппарата газоочистки. В середине 1990-х годов прекратил работу доменный цех, завод пережил банкротство и был разделён на несколько частных предприятий. Состояние на 2011 год: Всё что связано с железом и другими металлами всё вырезано.

### Староуткинская пристань
С 1862 года запущено судостроение барок для чусовского сплава ниже плотины на берегу реки Чусовой. Барки загружали своим металлом, а также привезенным с других заводов. Весной гавань заполняли водой из пруда, суда всплывали, и по специальному каналу их выводили в реку Чусовую. Сплав продолжался до 1919 года.

### Николаевская единоверческая церковь
В 1844 году была построена деревянная однопрестольная церковь, которая была освящена во имя святого Николая, архиепископа Мирликийского 4 декабря 1844 года. Храм был закрыт в 1930-е годы, а после был снесён.

### Покровский храм
В 1854 году был построен деревянный, двухпрестольный храм, главный предел которого был освящён в честь во имя святого Николая, архиепископа Мирликийского 12 сентября 1854 года. Второй придел был освящён в честь Покрова Пресвятой Богородицы 27 марта 1861 года. Храм был закрыт в 1936 году. В 1992 году храм был возвращён Русской православной церкви, тогда же, в 1992 году, был создан приход во имя Святой Троицы.

## Население
| 1959  | 1970  | 1979  | 1989  | 2002  | 2009  | 2010  |
| ----- | ----- | ----- | ----- | ----- | ----- | ----- |
| 7079  | ↘5340 | ↗5445 | ↘4420 | ↘3241 | ↘3126 | ↘2969 |
| 2012  | 2013  | 2014  | 2015  | 2016  | 2017  | 2018  |
| ↘2953 | ↗2994 | ↗3053 | ↗3094 | ↘3071 | ↘3068 | ↘3055 |
| 2019  | 2020  | 2021  | 2023  |       |       |       |
| ↘3037 | ↘2990 | ↘2591 | ↘2517 |       |       |       |

## Известные жители, уроженцы
В Староуткинске родился известный альпинист Е. М. Виноградский.

## Достопримечательности
На окраине посёлка, на левом берегу Чусовой, расположен природный памятник — скала Богатырь.
В местности, прилегающей к реке Чусовой, включая посёлок Староуткинск, расположен природный парк «Река Чусовая», который тянется по Чусовой на северо-северо-запад

Чусовая в Староуткинске
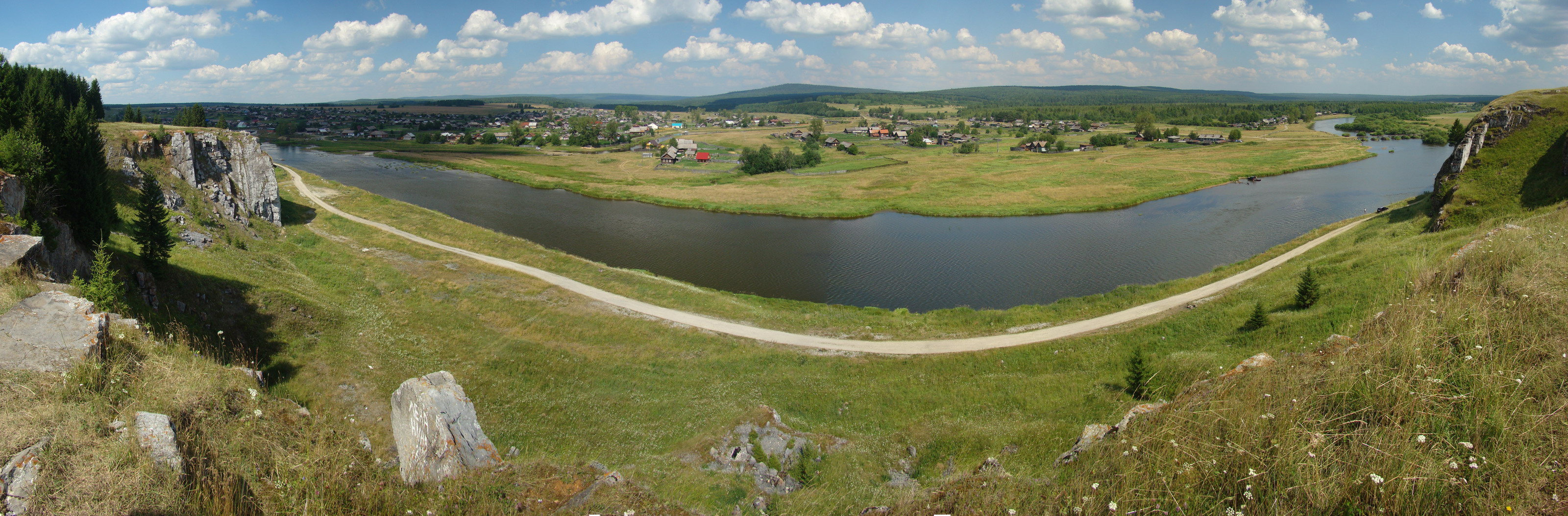
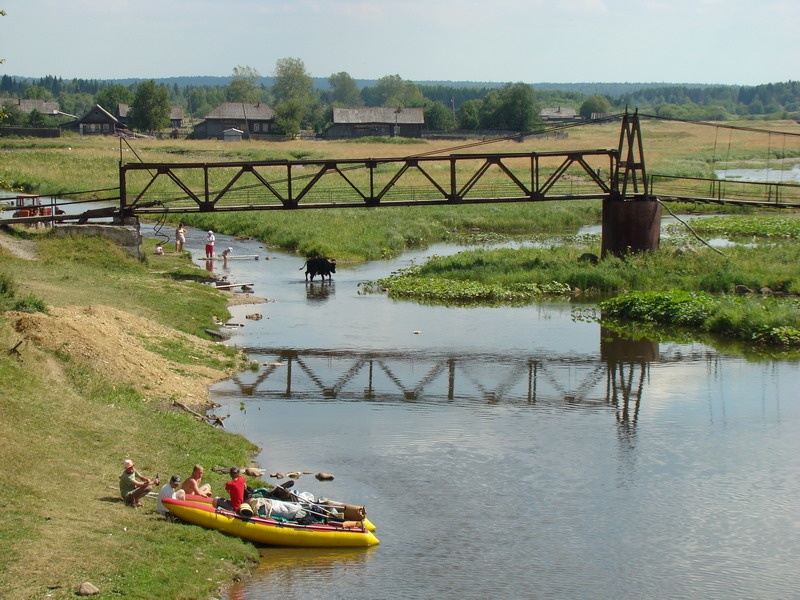
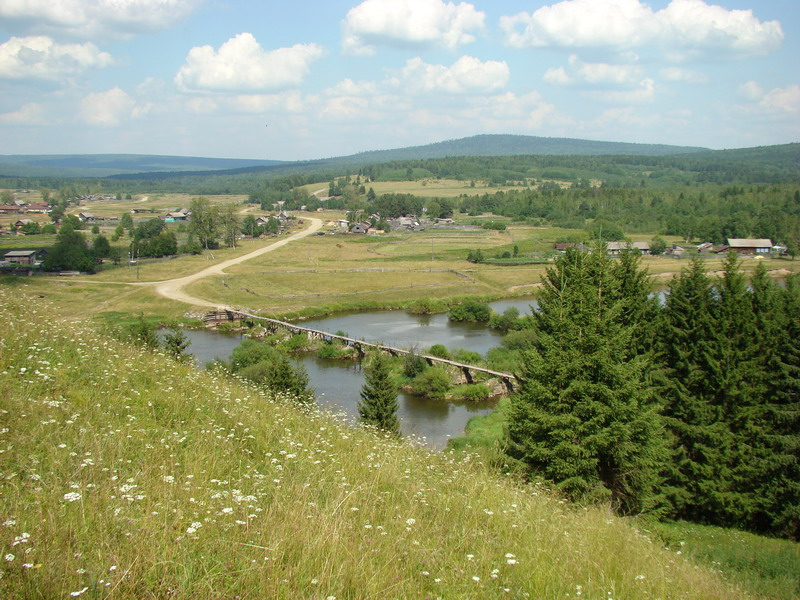
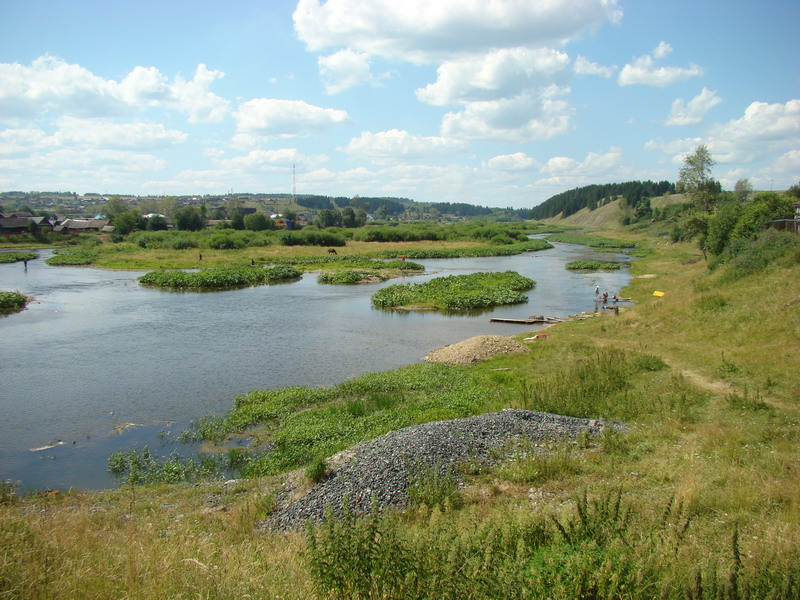

## Транспорт
Связан автобусным сообщением с городами Екатеринбург, Чусовое.
В 6 километрах от посёлка расположена железнодорожная станция Уткинский Завод (на линии Кузино — Калино).
Действовала пристань.